# Technik mechanik okrętowy
Technik mechanik okrętowy – tytuł zawodowy nadawany absolwentom szkół średnich technicznych lub policealnych studiów zawodowych po zdaniu zewnętrznego egzaminu zawodowego.
Absolwent szkoły kształcącej w zawodzie technik mechanik okrętowy powinien być przygotowany do wykonywania następujących zadań zawodowych:
- obsługiwania maszyn, urządzeń i instalacji okrętowych;
- oceniania stanu technicznego oraz wykonywania napraw i remontów maszyn, urządzeń i instalacji okrętowych;
- pełnienia wachty maszynowej: portowej i morskiej;
- uczestniczenia w akcjach ratowniczych i ratunkowych prowadzonych przez załogę okrętu.

Po ukończeniu szkoły absolwenci mogą podejmować pracę na statkach morskich, handlowych i rybackich różnych armatorów, okrętach marynarki wojennej RP, a także na jednostkach pływających służb portowych, ratownictwa morskiego, straży granicznej w dziale maszynowym oraz w zakładach zajmujących się remontami urządzeń okrętowych i w służbach technicznych u armatorów.